# PGC 4113
LEDA/PGC 4113 ist eine Spiralgalaxie im Sternbild Fische auf der Ekliptik. Sie ist schätzungsweise 473 Millionen Lichtjahre von der Milchstraße entfernt. Im selben Himmelsareal befinden sich u. a. die Galaxien NGC 397, NGC 398, NGC 399, NGC 403.